# 全骨蜥鱼属
全骨蜥鱼属（学名：Holosteus，意为“完整的骨架”）是一类已灭绝的仙女鱼类，模式种犬全骨蜥鱼生存于中始新世（约50——48百万年前）的蒙特波卡地区，菲耶尼全骨蜥鱼生存于渐新世的罗马尼亚。

## 描述
全骨蜥鱼属是中等大小的细长鱼类，总体长可超过60厘米。全骨蜥鱼属的头很窄，眼睛很小，与现生金梭鱼属一样下颚长于上颚且长着锋利的长牙。全骨蜥鱼属的身体后半部长有两个小背鳍，第二个背鳍在臀鳍正上方，而第一个背鳍位于腹鳍正上方，尾鳍呈明显的分叉状。全骨蜥鱼属的体表完全没有鳞片，身体中央沿着背部有一条宽而均匀的暗带。
全骨蜥鱼属有着一系列与现生魣蜥鱼属相似的特征，使得古生物学家能够将其与其它鱼类区分开来：位于眼眶后缘下方的方骨和关节骨之间有关节；上颌骨上有较小的弯曲形牙齿，上颚和下颚上有无锯齿状或波纹状边缘的大而薄的尖齿；臀鳍约有19-22根鳞质鳍条，腹鳍则约有10-12条，还有5或6根尾下骨（hypural），背鳍叶前方有起支撑作用的骨质软鳞。

## 分类
犬全骨蜥鱼最早由路易士·阿格西于1835年根据发现于维罗纳省蒙特波卡化石库的化石进行描述。很长一段时间以来，全骨蜥鱼属都与沃尔特在几年前描述的剑鳍鱼属（Xiphopterus）相混淆，并且被大多数人认为是一个疑难名。由于这种分类上的混乱，全骨蜥鱼属/剑鳍鱼属长期以来被认为是一类具有特殊形态的鲭科鱼类，但目前认为全骨蜥鱼属是仙女鱼目魣蜥鱼科的成员。
在魣蜥鱼科中，全骨蜥鱼属与生存于渐新世波兰的玛利亚巴甫洛夫鱼（Pavlovichthys mariae，最初被描述为玛利亚全骨蜥鱼）表现出显著的亲缘关系，二者同属已灭绝的全骨蜥鱼亚科。另一个归入全骨蜥鱼属的物种，发现于罗马尼亚渐新世地层的菲耶尼全骨蜥鱼，很有可能属于巴甫洛夫鱼属。

## 古生态学
全骨蜥鱼属及其相关属的特殊形态在许多方面都与多种伏击型掠食性鱼类相似，这表明在白垩纪-古近纪灭绝事件后早期新生代真骨鱼开始进行显著的辐射适应的背景下，魣蜥鱼类开始常试新的捕食策略。

## 扩展阅读
- (EN)Holosteus esocinus[], su Fossilworks.org